# Eucharisztikus világkongresszus
Az Eucharisztikus világkongresszus, más néven Nemzetközi Eucharisztikus Kongresszus a római katolikus egyház rendszeresen megrendezett, világméretű eseménysorozata, melynek célja az oltáriszentség megismerésének és tiszteletének elmélyítése. Szervezője a Nemzetközi Eucharisztikus Kongresszusok Pápai Bizottsága.
A más-más helyszínen meghirdetett kongresszusnak előre meghirdetett címe van, melyre előadásokkal készülnek, illetve sok közös imát tartanak, és szentségimádáson vesznek részt a hívők. Eleinte évente, kétévente, a második világháború óta leginkább négyévente rendezik meg. A kongresszus igyekszik érthetőbbé tenni a Krisztus által az utolsó vacsorán meghirdetett áldozatbemutatást, és annak fontosságát, amiben esetenként segítségükre vannak az elismert oltáriszentség csodák is.
Budapest kétszer is otthont adott a világrendezvénynek. Első alkalommal 1938-ban a 34. Eucharisztikus világkongresszusnak, majd második alkalommal 2021-ben az 52. Nemzetközi Eucharisztikus Kongresszusnak.

## Történelem

### Az Eucharisztia-tisztelet kialakulása
Az Eucharisztia saját ünnepe az Úrnapja (Corpus Domini), amit a világegyház a pünkösd nyolcadát követő csütörtökön tart. Számos országban ilyenkor körmenettel tisztelegnek Krisztus teste előtt, az átváltoztatott ostyát ilyenkor a pap az erre a célra kialakított díszes szentségmutatóba (monstrancia) helyezi, s baldachin alatt hordozza körbe a hívekkel együtt énekelve és imádkozva. Az Úrnapját először 1246-ban tartották meg Liège-ben, amikor egy apáca látomásának hatására a helyi főesperes, Jacques Pantaléon körmenetet rendelt el. Alig néhány évvel később Pantalèont IV. Orbán néven pápává választották, s az egyházfő 1264-es Transiturus című bullájában az egész világon elrendelte az Úrnapját, az ünnepi szertartásrend kidolgozását pedig Aquinói Szent Tamás végezte el. Az úrnap megünneplésének elterjedésével vált szokásossá az Oltáriszentség körülhordozása, de általánossá csak a 15. századtól lett.
Az ellenreformáció idejében az Eucharisztia tisztelete újra megerősödött, mintegy ellenpéldául a szentséget egészen másképp értelmező protestánsok számára. A protestánsok Úrvacsorának nevezik, és nem is tekintik Krisztus valóságos jelenlétének, felfogásuk szerint a kenyér és bor csak jelkép. Míg az ellenreformáció fellendítette az Eucharisztia-tiszteletet, népszerűsítette a hívők gyakori szentáldozáshoz járulását, az egyházban felbukkanó szélsőséges csoport, a janzenisták éppen hogy az életben egy-két alkalommal történő áldozást propagálták. A Cornelius Jansen leuveni teológiatanár és Michel De Bay yperni püspök nevével fémjelzett, nem csekély népszerűségnek örvendő mozgalom vélekedése szerint Krisztus közöttünk lévő jelenléte olyan fenséges és megrendítő titok, hogy a gyarló földi ember nem is méltó arra, hogy megközelítse, „táplálkozzon vele”. A terjedő janzenista nézetek negatív hatásának a jezsuiták szolgáltattak ellenpólust a Jézus szíve-tisztelet meghonosításával.
A felvilágosodás, a francia forradalom és a liberalizmus egyre terjedő eszméi az Eucharisztia-tiszteletet némiképp elhalványították, ami a 19. század végén új erőre kapott. A vallást elvető államtól és a szekularizációtól idegenkedő papoknak és hívőknek egyre több társulatuk alakult a hitélet védelmére; imacsoportok, oltáregyletek jöttek létre Európa-szerte, az Eucharisztia tisztelete is fellendült. Míg Németországban javában dúlt a kultúrharc állam és egyház között, Franciaországban pedig az elvilágiasodott Harmadik Köztársaság egyre-másra hozta az egyházat ellehetetlenítő törvényeket, Lille-ben megtartották az első nemzetközi eucharisztikus kongresszust.

### Az eucharisztikus kongresszusok története

#### 19. század
Az eucharisztikus kongresszusok kezdeményezője Emilia Tamisier, egyszerű dél-franciaországi asszony volt, aki eleinte zarándoklatokat szervezett az Eucharisztia jegyében, első alkalommal 1874 júniusában Avignonba, majd egy hónappal később Arsba, Vianney Szent János egykori szolgálati helyére. A következő évben Douaiba gyűltek össze Tamisier asszony felhívására, a szervezők örömére ötvenezer hívő és öt püspök vett részt a zarándoklaton. E sikeren felbuzdulva a francia eucharisztikus mozgalom vezetői elhatározták, hogy a zarándoklatokat minden évben megtartják, s külön kongresszussal zárják le őket. Így került sor 1875 szeptemberében az első nemzeti eucharisztikus kongresszusra Faverney-ben, ám a folytatást a Harmadik Köztársaság egyházellenes intézkedéseivel megakadályozta. A kedvezőtlen légkör miatt csak 1881-ben került sor újabb eucharisztikus kongresszus megtartására az észak-franciaországi Lille-ben, ez volt az első, amelyik már a határokon is átívelt. A háromnapos ünnepség nagyjából úgy zajlott le, mint a későbbi kongresszusok; a szentmisékkel, szentségimádással és elmélkedéssel töltött napokat körmenet koronázta. A résztvevők javarésze Franciaországból vagy a szomszédos országokból jött, de nem elhanyagolható a Közép-Európából illetve Mexikóból és Chiléből érkezett zarándokok száma. A rendezők bíztak abban, hogy a kongresszusok sora már nem fog megszakadni, mint történt a faverney-i után, ezért állították fel az Állandó Nemzetközi Előkészítő Bizottságot, melynek első feje Lille ordináriusa, a cambray-i érsek lett.
Az első nemzetközi eucharisztikus kongresszusokat jobbára Franciaországban, vagy francia nyelvterületen tartották. Valóságos áttörésnek számított a nyolcadik, 1893-as jeruzsálemi kongresszus, nemcsak azért, mert az Oszmán Birodalomban rendezték, hanem mert itt képviseltette magát először a pápa követtel Benoit-Marie Langenieux bíboros személyében.

#### 20. század
Az 1905-ös római világkongresszuson maga X. Piusz pápa, az Eucharisztia nagy tisztelője is részt vett, aki elhatározta, hogy ezután valamennyi világkongresszusra elküldi hivatalos követét. Fényes külsőségek között zajlott az 1912-es bécsi, szerényebb és inkább lelki megújulást hirdetve az 1913-as máltai és 1914-es lourdes-i, de sajnos az első világháború és az utána következő feszült nemzetközi helyzet miatt a következő kongresszust csak 1922-ben tartották meg, Rómában. 1926-ban Chicagóban rendezték meg az eucharisztikus világkongresszust, amely Gergely Jenő történész szavaival élve 
igazi amerikai stílusban rendezett ünnepség volt: középpontjában a minden addigi méretet túlszárnyalni akarás igényével és az elmaradhatatlan show-val és biznisszel.
A kongresszuson közel egymillióan járultak szentáldozáshoz, hatvanezer tagú kórus énekelt, a főünnepségeknek helyt adó stadionban a Szent Péter-bazilika főoltárának hű másolatánál mondták a szentmisét. Azonban nemcsak a minden képzeletet felülmúló külsőségek miatt jelentős a chicagói kongresszus, hanem mert magyar küldöttség is részt vett rajta Csernoch János prímás vezetésével. 1928-ban Sydney, 1930-ban, Hippói Szent Ágoston halálának 1500 éves jubileumára emlékezve Karthágó, 1932-ben pedig a Szent Patrik partraszállásának 1500. évfordulóját ünneplő Dublin adott otthont az eucharisztikus világkongresszusnak. Az 1934-es Buenos Aires-i kongresszus (32.) külön jelentős: itt képviselte először a pápát kúriai bíboros, Eugenio Pacelli bíboros-államtitkár személyében. 1937-ben a Fülöp-szigeteki Manilában gyűltek össze az Eucharisztia tiszteletére. 1938-ban a 34. kongresszust Budapesten rendezték, a pápai legátus itt is Eugenio Pacelli volt, akit a következő évben pápává választottak.

#### 21. század
Az ötvenedik találkozót ismét Dublinban tartották, 2012. június 10. és 17. között, az 51-et 2016-ban a Fülöp-szigeteki Cebuban. Az 52. kongresszust 2021-ben második alkalommal ismét Budapesten rendezték, a záró misét Ferenc pápa celebrálta.

## Eucharisztikus világkongresszusok Budapesten

### 1938

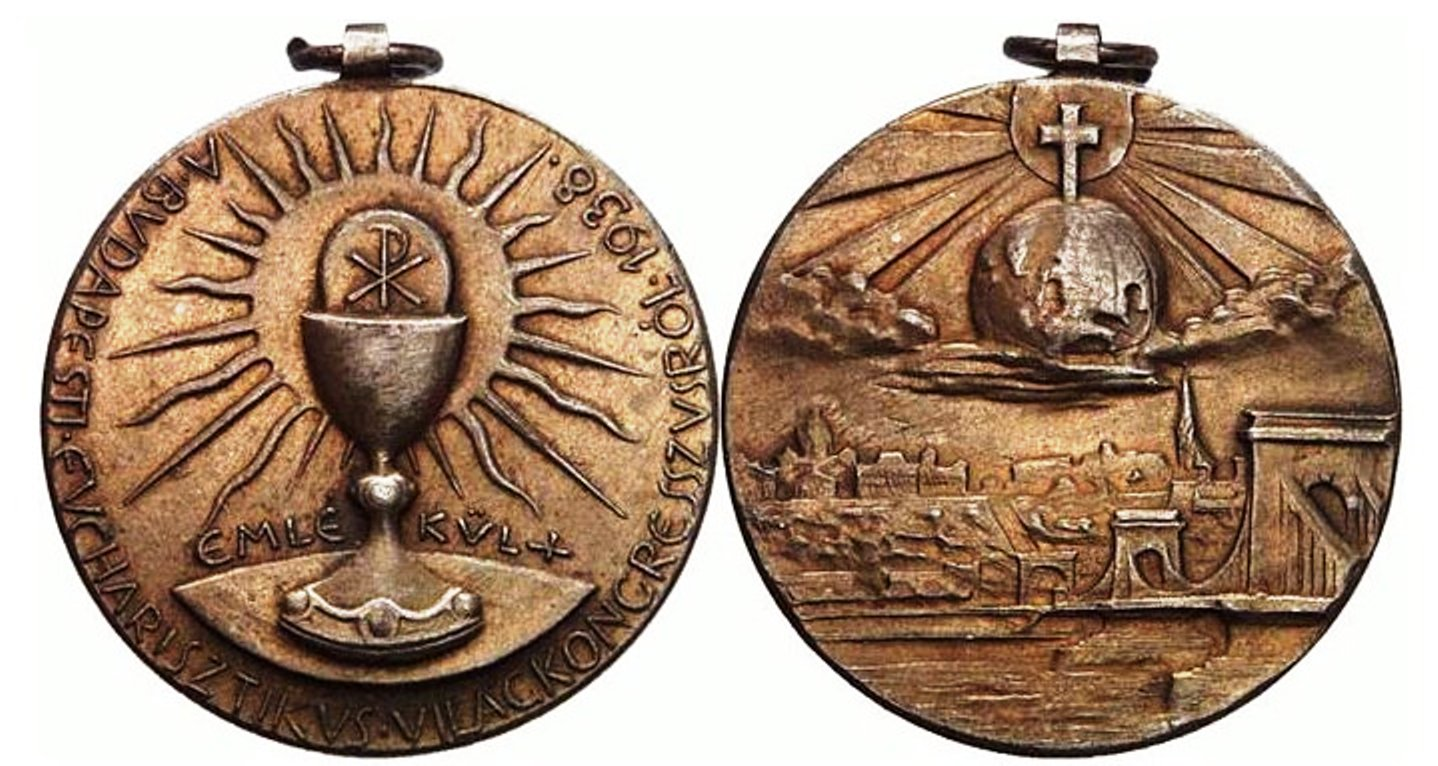
1938-as eucharisztikus világkongresszus emlékérme...

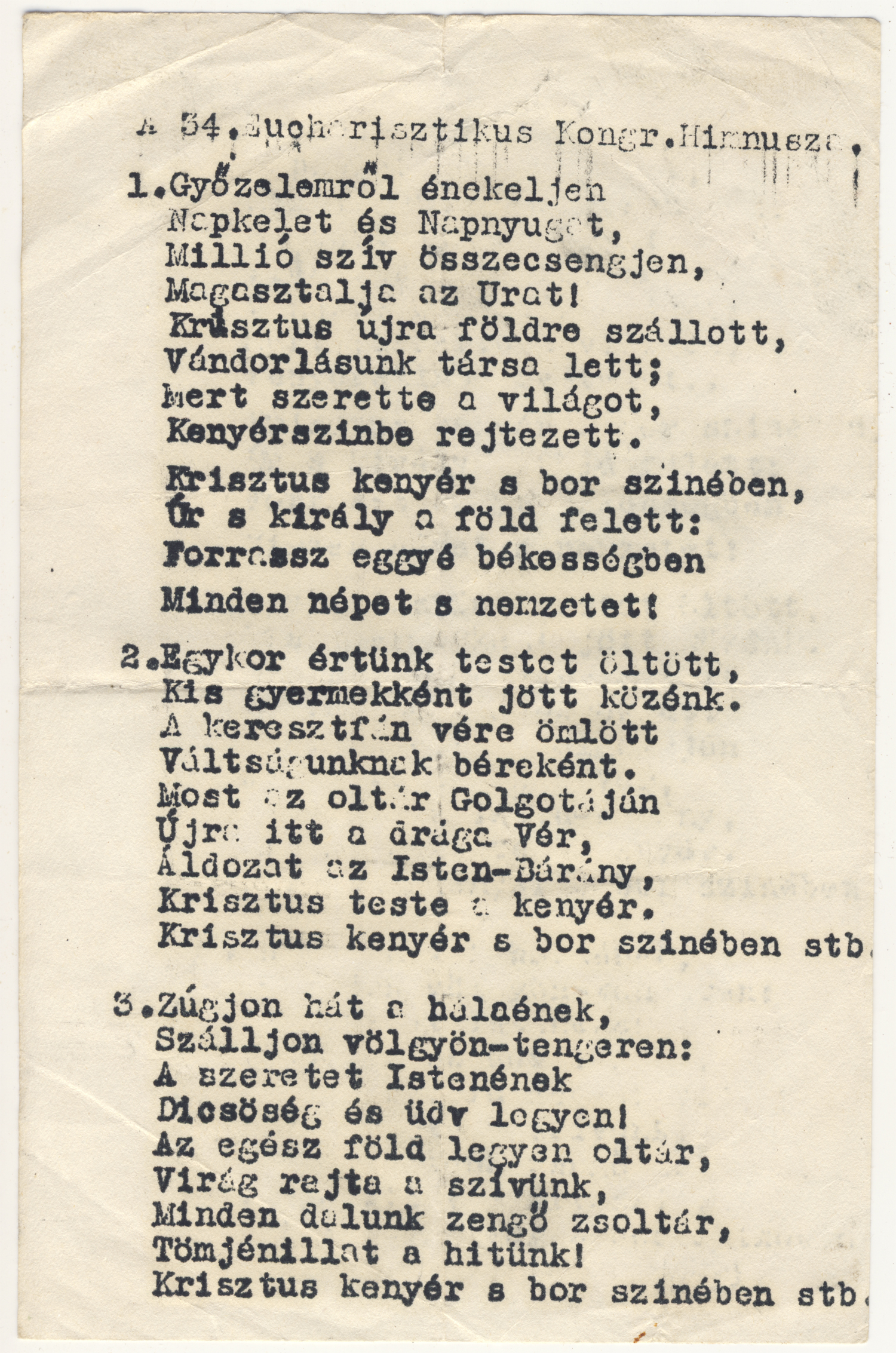
... és himnuszának szövege

Arra, hogy Budapest is rendezhessen eucharisztikus világkongresszust, az ötlet már Csernoch János és kísérete Chicagóból való hazatérte után felvetődött. Mintegy próbaként 1928-ban nemzeti eucharisztikus kongresszust tartottak Magyarországon, kétszázezer hívő részvételével, ennek sikerén felbuzdulva a püspöki kar a következő évi értekezletén hivatalosan is kezdett tárgyalni arról, hogy Magyarországon is tarthassanak eucharisztikus világkongresszust. Az 1929. március 13-án tartott püspökkari értekezleten az új esztergomi érsek, Serédi Jusztinián szorgalmazta budapesti helyszínnel, erre ki is jelölte az időpontot, mégpedig 1938-at, Szent István halálának 900. évfordulóját. A hercegprímás alkalmasnak látta a magyar katolicizmust arra, hogy az egész világ előtt szerepeljen egy ilyen rendezvény keretei között.

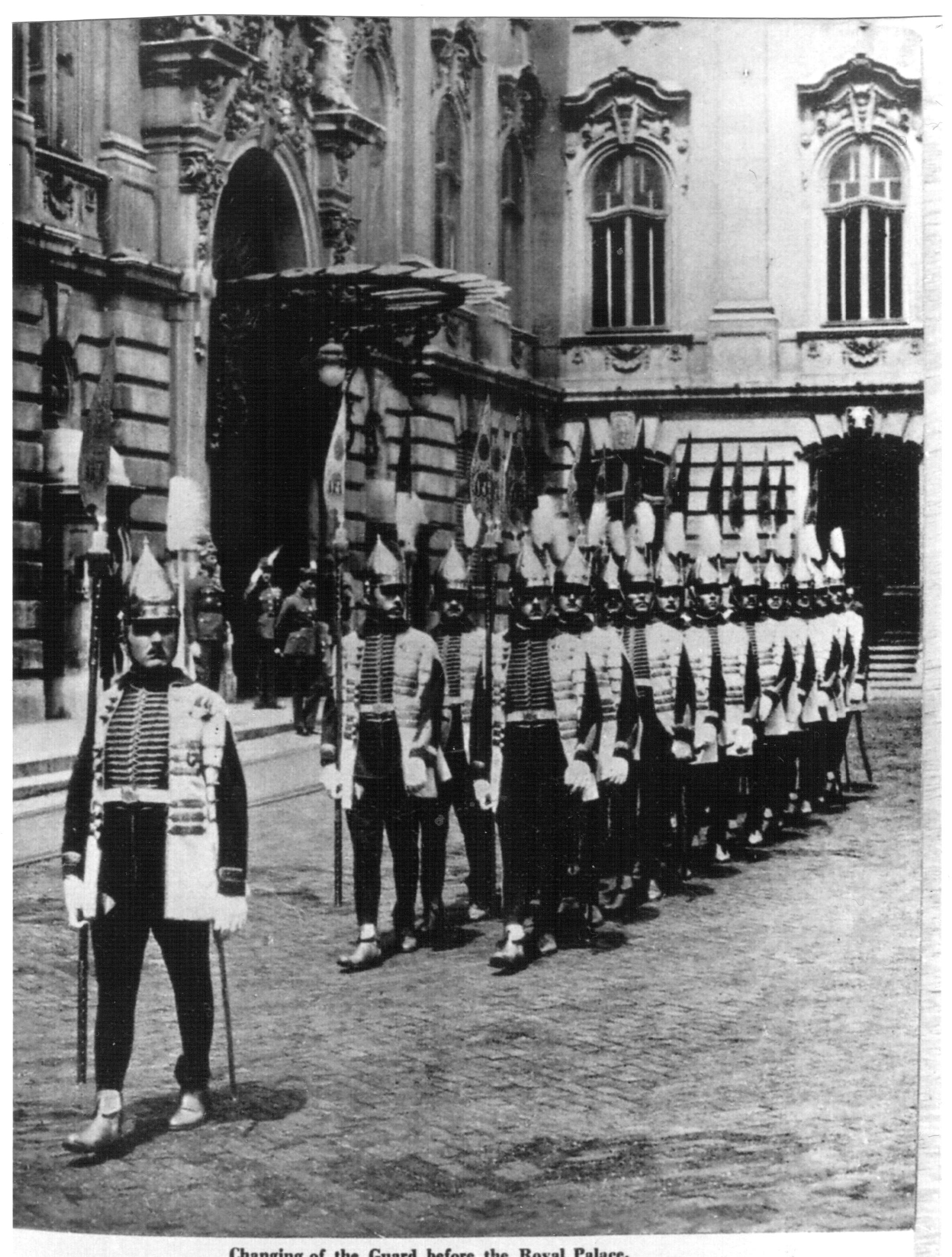
Őrségváltás a Királyi Palotában
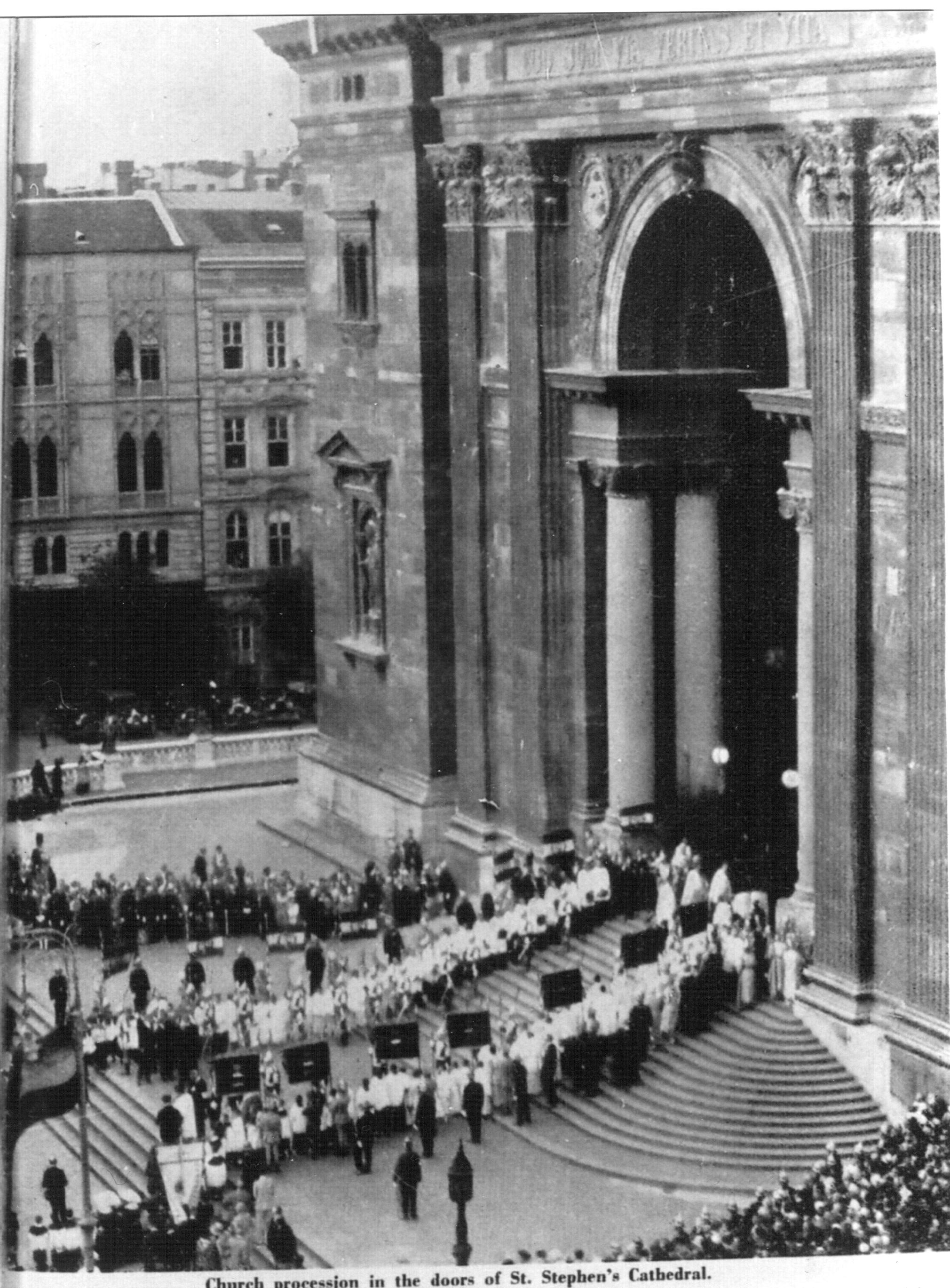
Körmenet a Szent István-bazilika bejáratánál
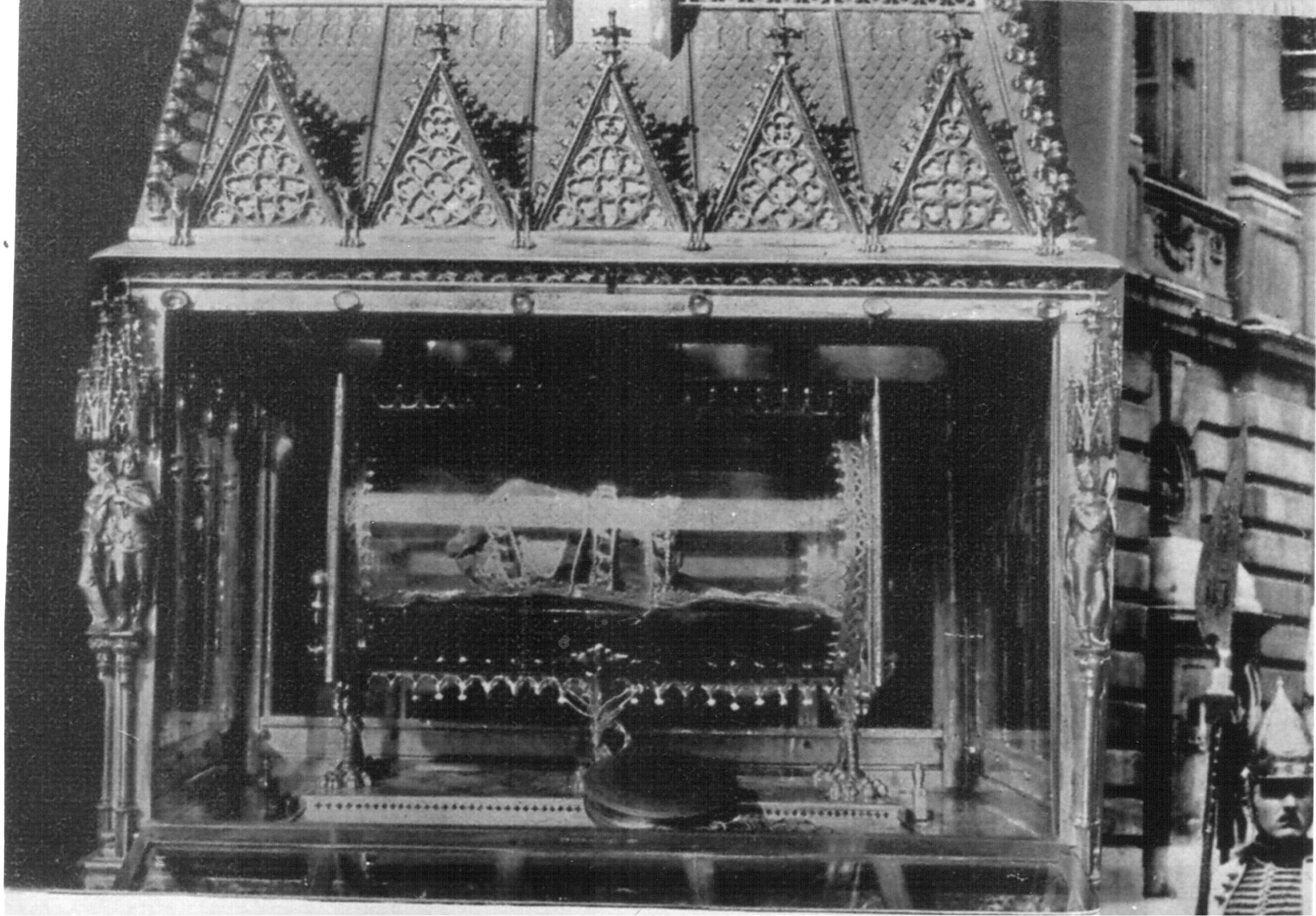
A Szent Jobb az ereklyetartóban

### 2021
A 2016. január 24. és 31. között a Fülöp-szigeteki Cebuban megtartott 51. Eucharisztikus világkongresszus végén jelentette be Ferenc pápa, hogy a következő kongresszus helyszíne Budapest lesz.
Az 52. Nemzetközi Eucharisztikus Kongresszust (52. Eucharisztikus világkongresszus; rövidítve NEK, IEC2020) eredetileg 2020. szeptember 13–20. között tartották volna Budapesten. A rendezvényt a koronavírus-járvány miatt a 2021. szeptember 5–12. időszakra halasztották. Erdő Péter bíboros, esztergom-budapesti érsek úgy nyilatkozott, hogy a magyar katolikus egyház számára óriási jelentőséggel bír a kongresszus budapesti megrendezése, „bemutatkozás a világ előtt és nemcsak a világegyház, hanem a civil világ előtt is”.
Az esemény alkalmával Magyarországra érkezett Ferenc pápa, aki a záró misét celebrálta. Utoljára 2000-ben vett részt személyesen a katolikus egyházfő az Eucharisztikus Kongresszuson, Magyarországon pedig 1996-ban járt utoljára pápa.